# 埃林鎮區 (明尼蘇達州賴斯縣)
埃林鎮區（英語：Erin Township）是位於美國明尼蘇達州賴斯縣的一個行政鎮區。

## 地方資料
埃林鎮區的面積為93.59平方千米，當中陸地面積為89.61平方千米，而水域面積為3.98平方千米。根據2020年美國人口普查的數據，當地共有人口836人，而人口密度為每平方千米8.93人。